# Mistrzostwa Świata w Hokeju na Lodzie 2009
Mistrzostwa Świata w Hokeju na Lodzie 2009 – 73. edycja mistrzostw świata organizowane przez IIHF, która odbyła się po raz dziesiąty w Szwajcarii. Turniej Elity odbył się w dniach 24 kwietnia-10 maja, a miastami goszczącymi najlepsze drużyny świata były Berno i Kloten.
Czas i miejsce rozgrywania pozostałych turniejów:
- Dywizja I Grupa A: 11-17 kwietnia, Wilno (Litwa)
- Dywizja I Grupa B: 11-17 kwietnia, Toruń (Polska)
- Dywizja II Grupa A: 6-13 kwietnia, Nowy Sad (Serbia)
- Dywizja II Grupa B: 6-13 kwietnia, Sofia (Bułgaria)
- Dywizja III: 10-16 kwietnia, Dunedin (Nowa Zelandia)

Pierwotnie planowano również organizację turnieju kwalifikacyjnego do III dywizji jednak drużyny Armenii oraz Bośni i Hercegowiny wycofały się, więc szósta drużyna turnieju trzeciej dywizji w roku 2008 (w tym wypadku Mongolia) została automatycznie zakwalifikowana do turnieju III dywizji.

## Elita
| Msc. | Reprezentacja     |
| ---- | ----------------- |
|      | Rosja             |
|      | Kanada            |
|      | Szwecja           |
| 4    | Stany Zjednoczone |
| 5    | Finlandia         |
| 6    | Czechy            |
| 7    | Łotwa             |
| 8    | Białoruś          |
| 9    | Szwajcaria        |
| 10   | Słowacja          |
| 11   | Norwegia          |
| 12   | Francja           |
| 13   | Dania             |
| 14   | Austria           |
| 15   | Niemcy            |
| 16   | Węgry             |

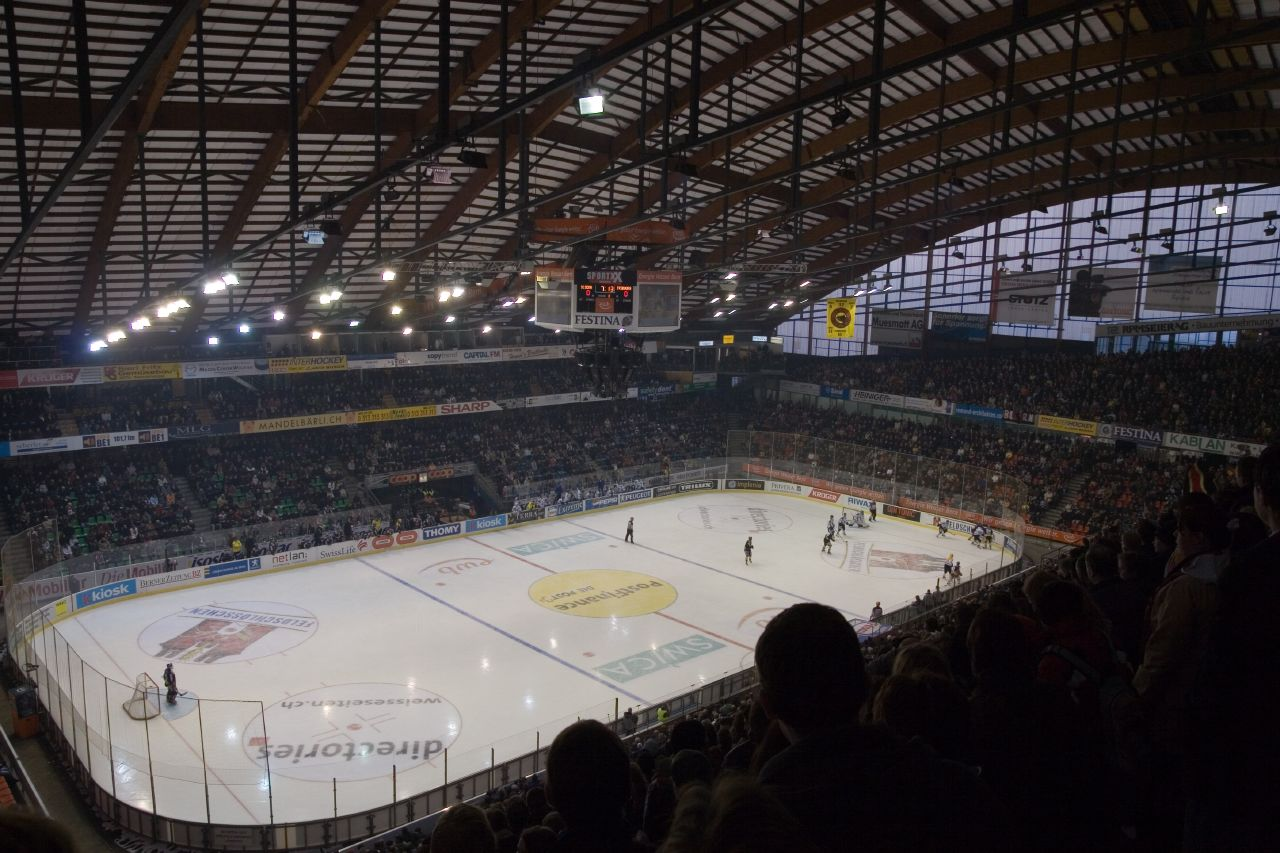
PostFinance Arena

W tej części mistrzostw uczestniczyło najlepsze 16 drużyn na świecie. System rozgrywania meczów był inny niż w niższych dywizjach. Najpierw odbyła się faza grupowa, w której zespoły zostały podzielone w czterech grupach po cztery zespoły. Z każdej grupy awansowało po trzy drużyny do drugiej fazy grupowej, zaś najgorsze tj. z czwartych miejsc walczyły w fazie grupie spadkowej o utrzymanie, dwa najsłabsze zespoły spadły do pierwszej dywizji. Dwanaście zespołów jakie pozostały w walce o medale, zostały podzielone na dwie grupy po 6 zespołów. Mecze rozgrywane były systemem kołowym (każdy z każdym) z zaliczeniem wyników pierwszej fazy grupowej. Cztery najlepsze drużyny awansowały do fazy pucharowej, gdzie przegrywająca drużyna nie liczy się w walce o tytuł mistrzowski.
Mecze odbyły się w Szwajcarii po raz dziesiąty w historii. Ostatni turniej mistrzowski odbył się tu w 1998 roku. Po raz pierwszy od 70 lat wśród najlepszych drużyn znaleźli się Węgrzy.
Hale w których odbyły się zawody to:

PostFinance Arena w Bernie (o pojemności 17 000 miejsc)

Eishalle Schluefweg w Kloten (o pojemności 9000 miejsc)
Zawody odbędą się w dniach 24 kwietnia – 10 maja 2009 roku. Pierwsze dwa mecze odbyły się o tej samej godzinie (16:15). W Bernie odbył się mecz Niemców oraz Rosjan. W Kloten jako pierwsi zagrali Białorusini oraz Kanadyjczycy. Pierwszą bramkę w turnieju zdobył Kanadyjczyk Steven Stamkos, który strzelił bramkę już w 65 sekundzie spotkania. W meczu pomiędzy Białorusią i Finlandią strzelono najszybszą bramkę mistrzostw. W piątej sekundzie meczu do bramki rywali trafił Sergej Demagin.
Królami strzelców zostali trzej zawodnicy. Spezza, Stamkos i Kapanen zdobyli po 7 bramek. W punktacji kanadyjskiej najskuteczniejszy był Martin St. Louis zdobywszy 15 punktów (4 bramki i 11 asyst) Do piątki gwiazd zaliczono: bramkarza reprezentacji Białorusi Mezina, obrońców: Webera i Szweda Jonssona oraz napastników: Kowalczuka z Rosji i Kanadyjczyków St. Loius, Stamkos. MVP turnieju został wybrany Ilja Kowalczuk.

## Pierwsza dywizja
Grupa A
| Lp. | Drużyna    |
| --- | ---------- |
| 1   | Kazachstan |
| 2   | Słowenia   |
| 3   | Japonia    |
| 4   | Litwa      |
| 5   | Chorwacja  |
| 6   | Australia  |

Grupa B
| Lp. | Drużyna         |
| --- | --------------- |
| 1   | Włochy          |
| 2   | Ukraina         |
| 3   | Wielka Brytania |
| 4   | Polska          |
| 5   | Holandia        |
| 6   | Rumunia         |

W mistrzostwach pierwszej dywizji uczestniczyło 12 zespołów, które są podzielone zostały na dwie grupy po 6 zespołów. Rozgrywały one mecze systemem każdy z każdym. Zwycięzcy turniejów awansowali do mistrzostw świata elity w 2010 roku, zaś najsłabsze drużyny spadły do drugiej dywizji.
Grupa A rozgrywała swoje mecze w stolicy Litwy Wilnie w hali Siemens Arena. Mecze rozgrywane były w dniach 11 – 17 kwietnia 2009 roku.
Grupa B rozgrywała swoje mecze w Toruniu w hali Tor-Tor. Mecze rozgrywane były w dniach 11 – 17 kwietnia 2009 roku.

Mecze Polaków:
| 11 kwietnia 2009 | Holandia | 1:3 | Polska | Tor-Tor, Toruń |

| Szczegóły      | Szczegóły            | Szczegóły       | Szczegóły                                                               | Szczegóły                                   |
| -------------- | -------------------- | --------------- | ----------------------------------------------------------------------- | ------------------------------------------- |
| Godzina: 20:00 | A. Ramoul 30:46 (PP) | (0:1, 1:1, 0:1) | 03:07 (PP) M. Urbanowicz 37:56 (EQ) T. Malasiński 42:28 (EQ) M. Łopuski | Widzów: 2995 Sędzia główny: Martin Reichert |

| 13 kwietnia 2009 | Polska | 7:0 | Rumunia | Tor-Tor, Toruń |

| Szczegóły      | Szczegóły | Szczegóły       | Szczegóły | Szczegóły                                 |
| -------------- | --- | --------------- | --------- | ----------------------------------------- |
| Godzina: 20:00 | M. Łopuski 02:06 (EQ) M. Kolusz 17:18 (PP) M. Kolusz 31:06 (PP) M. Kolusz 33:59 (PP) M. Łopuski 35:49 (EQ) S. Kowalówka 37:11 (EQ) T. Malasiński 55:14 (SH) | (2:0, 4:0, 1:0) |           | Widzów: 2611 Sędzia główny: Eduards Odiņš |

| 14 kwietnia 2009 | Ukraina | 2:1 pk. | Polska | Tor-Tor, Toruń |

| Szczegóły      | Szczegóły                                    | Szczegóły                 | Szczegóły              | Szczegóły                               |
| -------------- | -------------------------------------------- | ------------------------- | ---------------------- | --------------------------------------- |
| Godzina: 20:00 | A. Sriubko 13:29 (PP) S. Warłamow 65:00 (PS) | (1:1, 0:0, 0:0, 0:0, 1:0) | 06:27 (PP) A. Borzęcki | Widzów: 3215 Sędzia główny: Scott Bokal |

| 16 kwietnia 2009 | Polska | 2:4 | Włochy | Tor-Tor, Toruń |

| Szczegóły      | Szczegóły                                  | Szczegóły       | Szczegóły                                                                                    | Szczegóły                                    |
| -------------- | ------------------------------------------ | --------------- | -------------------------------------------------------------------------------------------- | -------------------------------------------- |
| Godzina: 20:00 | M. Łopuski 08:23 (PP) M. Kolusz 57:53 (EQ) | (1:0, 0:2, 1:2) | 23:04 (PP) C. Borgatello 37:31 (EQ) R. Ramoser 55:10 (PP) R. Ramoser 57:19 (EN) N. Fontanive | Widzów: 3248 Sędzia główny: Morgan Johansson |

| 17 kwietnia 2009 | Polska | 1:2 pd. | Wielka Brytania | Tor-Tor, Toruń |

| Szczegóły      | Szczegóły             | Szczegóły            | Szczegóły                                  | Szczegóły                                    |
| -------------- | --------------------- | -------------------- | ------------------------------------------ | -------------------------------------------- |
| Godzina: 20:00 | M. Łopuski 44:08 (PP) | (0:0, 0:1, 1:0, 0:1) | 30:58 (EQ) D. Longstaff 61:54 (EQ) A. Tait | Widzów: 2704 Sędzia główny: Morgan Johansson |

## Druga dywizja
Grupa A
| Lp. | Drużyna        |
| --- | -------------- |
| 1   | Serbia         |
| 2   | Estonia        |
| 3   | Chiny          |
| 4   | Islandia       |
| 5   | Izrael         |
| 6   | Korea Północna |

Grupa B
| Lp. | Drużyna          |
| --- | ---------------- |
| 1   | Korea Południowa |
| 2   | Belgia           |
| 3   | Hiszpania        |
| 4   | Bułgaria         |
| 5   | Meksyk           |
| 6   | RPA              |

W mistrzostwach pierwszej dywizji uczestniczyło 12 zespołów, które są podzielone zostały na dwie grupy po 6 zespołów. Rozgrywały one mecze systemem każdy z każdym. Zwycięzcy turniejów awansowali do mistrzostw świata pierwszej dywizji w 2010 roku, zaś najsłabsze drużyny spadły do trzeciej dywizji.
Grupa A rozgrywała swoje mecze w serbskim Nowym Sadzie. Mecze rozgrywane były w dniach 7 – 13 kwietnia 2008 roku.
Grupa B rozgrywała swoje mecze w stolicy bułgarskiej stolicy – Sofii. Mecze rozgrywane były w dniach 6 – 12 kwietnia 2008 roku.

## Trzecia dywizja
| Lp. | Drużyna       |
| --- | ------------- |
| 1   | Nowa Zelandia |
| 2   | Turcja        |
| 3   | Luksemburg    |
| 4   | Grecja        |
| 5   | Irlandia      |
| 6   | Mongolia      |

W tej części mistrzostw uczestniczyło 6 drużyn, które rozgrywały mecze w jednej grupie systemem każdy z każdym. Najlepsze dwa zespoły awansowały do drugiej dywizji. Gospodarzem turnieju było nowozelandzkie miasto Dunedin. Ostatni raz Nowa Zelandia była gospodarzem turnieju mistrzowskiego w 2003 roku. Wtedy to odbył się turniej w Auckland, również był to turniej trzeciej dywizji.
Zawody odbyły się w dniach od 10 kwietnia do 16 kwietnia 2009 roku.
Oprócz reprezentacji gospodarzy w turnieju wystąpią drużyny z: Irlandii, Luksemburga, Mongolii, Grecji oraz z Turcji.